# Ratković
Ratković (en serbe cyrillique : Ратковић) est un village de Serbie situé dans la municipalité de Rekovac, district de Pomoravlje. Au recensement de 2011, il comptait 344 habitants.

## Démographie

### Évolution historique de la population
| 1948  | 1953  | 1961  | 1971 | 1981 | 1991 | 2002 | 2011 |
| ----- | ----- | ----- | ---- | ---- | ---- | ---- | ---- |
| 1 335 | 1 312 | 1 151 | 916  | 745  | 525  | 461  | 344  |

|  |